# Homodes iomolybda
Homodes iomolybda är en fjärilsart som beskrevs av Edward Meyrick 1889. Homodes iomolybda ingår i släktet Homodes och familjen nattflyn. Inga underarter finns listade i Catalogue of Life.